# Зеевен (Золотурн)
Зеевен (нім. Seewen SO) — громада  в Швейцарії в кантоні Золотурн, округ Дорнек.

## Географія
Громада розташована на відстані близько 60 км на північ від Берна, 27 км на північ від Золотурна.
Зеевен має площу 16,3 км², з яких на 5,8% дозволяється будівництво (житлове та будівництво доріг), 40,1% використовуються в сільськогосподарських цілях, 53,7% зайнято лісами, 0,4% не є продуктивними (річки, льодовики або гори).

## Демографія
2019 року в громаді мешкало 1003 особи (+0,4% порівняно з 2010 роком), іноземців було 8,9%. Густота населення становила 61 осіб/км².
За віковим діапазоном населення розподілялося таким чином: 15,9% — особи молодші 20 років, 61,4% — особи у віці 20—64 років, 22,7% — особи у віці 65 років та старші. Було 469 помешкань (у середньому 2,1 особи в помешканні).
Із загальної кількості 263 працюючих 77 було зайнятих в первинному секторі, 56 — в обробній промисловості, 130 — в галузі послуг.